# 尋伺
尋伺（じんし, Vitakka-vicāra）とは、尋（じん）と伺（し）を指す仏教用語。尋（サンスクリット: vitarka, パーリ語: vitakka）とは、尋求と思考、実践思考、(先行する)注視 。伺（パーリ語: vicāra）とは、伺求と熟考、「尋の対象となったものを究明すること」である。尋伺は四禅の第一段階の初禅にて発生する。
パーリ仏典では、尋伺は一つの熟語であり、自分の考えや注意を対象に向けること （尋）と、それを調査すること（伺）を指している。「対象を機能的な部品に分解して理解する、さらに現象の発生に関係している多数の条件付け要因を見出す」ことである。
ブッダゴーサの清浄道論に代表される後期上座部仏教の注釈書の伝統においては、尋伺を、最初に瞑想対象に対して持続的に注意することと解釈されており、それによって心の静止に至るとされる。Fox と Bucknell によると、尋伺は「通常の言説的思考プロセス」を指す場合もあり、これは第二禅に没頭することで静めることができる。

## 定義
ブッダゴーサは以下と説明している。

例えば、鐘を打つが如く、心が最初に対象に集中することが尋なり。細の義と引続き思惟する性質とによりて、(例えば)鐘の余韻の如く(心が思考を)継続することが伺なり。
—清浄道論 p.142
世親は以下と説明している。

尋と伺とは煙と火とのように共にあるものであり、喜(piti)と楽(suhka)をともなう。伺は尋なしには存在しないからである。
—倶舎論 p.433

## 瞑想における尋伺
尋伺は四禅の第一段階である色界の初禅において存在する心所であり、第二段階からは発生しない。Shankmanは「2つの異なる意味が示唆される。（中略）1つは、思考や反射などの精神活動を示すもの、もう1つは瞑想の対象に注意を向け、持続させる精神活動を指すものである」と述べている

諸欲をば離れ諸不善法を離れ、尋あり伺あり、離より生ぜる喜と楽とある初禅を具足して住す。
—清浄道論 p.139
| 四禅                                                          | 初禅            | 第二禅                            | 第三禅                    | 第四禅                          |
| ------------------------------------------------------------- | --------------- | --------------------------------- | ------------------------- | ------------------------------- |
| 諸欲(Kāma) / 不善(Akusala)(性欲・拙劣な資質)                  | 捨断される      | 発生しない                        | 発生しない                | 発生しない                      |
| 尋(Vitakka)(認識対象把握)                                     | 伴う (有尋有伺) | 尋伺から解放される                | 発生しない                | 発生しない                      |
| 伺(Vicāra)(認識対象維持)                                      | 伴う (有尋有伺) | 尋伺から解放される                | 発生しない                | 発生しない                      |
| 喜(Pīti)(喜悦)                                                | 伴う            | 伴う                              | 消え去っている            | 発生しない                      |
| 楽(Sukha)(安楽)                                               | 伴う            | 伴う                              | 伴う                      | 捨離される 苦も楽もない         |
| 捨念清浄(Upekkhāsatipārisuddhi)(純粋、マインドフルな不苦不楽) | 発生しない      | 内面の安息を経て 精神が統一される | 捨（ウペッカー）かつ 正念 | 完全な正定 不苦不楽が達成される |